# Klaas de Brauw
Jhr. Nicolaas Engelbert (Klaas) de Brauw (Den Haag, 5 december 1914 − aldaar, 20 juli 1987) was een Nederlands militair, diplomaat en kunstschilder.

## Biografie
De Brauw was een lid van de familie De Brauw en een zoon van advocaat jhr. mr. Albert Karel Cornelis de Brauw (1884-1959) en jkvr. Marie Teding van Berkhout (1886-1975), lid van de familie Teding van Berkhout. Hij trouwde in 1946 met Mary Edith Dobson (1927-2022) met wie hij drie kinderen kreeg, onder wie jhr. mr. Willem Maurits de Brauw (1948). Hij trad in militaire dienst en eindigde zijn militaire loopbaan als kolonel. Hij was landmacht-, tevens marine- en luchtmachtattaché te Helsinki en Ankara, te Bagdad en Teheran. Daarnaast was hij kunstschilder. Hij schilderde vooral portretten, bijvoorbeeld van zijn ouders, schoonouders en kinderen.